# Castell de Ampurdá
Castell de Ampurdá es una entidad de población española del municipio de La Bisbal, perteneciente a la provincia de Gerona, en la comunidad autónoma de Cataluña.

## Historia
Hacia mediados del siglo XIX, el lugar tenía contabilizada una población de 200 habitantes. Aparece descrito en el segundo volumen del Diccionario geográfico-estadístico de España y Portugal de Sebastián Miñano y Bedoya con las siguientes palabras:

CASTELL DE AMPURDA, L. R. de España, provincia de Cataluña, corregim. y obispado de Gerona. A. O., 34 vecinos, 200 habitantes , 1 parroquia. Situado en un llano con una altura en medio en que hay un castillo ó casa propia del señor marques de Aguilar. La mitad de los vecinos estan reunidos cerca del dicho castillo, y los restantes dispersos por el llano. Conf. con la Bisbal, Vulpelach, Pedratallada, Ullestret y Casabells. Produce trigo, legumbres, vino y aceite, Dist. 26 1/2 horas de Barcelona y 6 1/2 de Gerona. Contr. 6,326 rs. 13 mrs.
(Miñano y Bedoya, 1826, p. 448)

El municipio de Castell de Ampurdá desapareció de cara al censo de España de 1981, al incorporarse al de La Bisbal el  28 de diciembre de 1972.

## Demografía
| Gráfica de evolución demográfica de Castell de Ampurdá entre 1842 y 1970 |
| |
| Población de derecho según los censos de población del INE Población de hecho según los censos de población del INEEn este censo se denominaba Castell del Ampurdan: 1842 Entre el censo de 1981 y el anterior, este municipio desaparece porque se integra en el municipio La Bisbal |